# زن هرزه
فاحشه (فرانسوی: La Chienne‎) فیلمی سیاه و سفید در سبک درام به کارگردانی ژان رنوار است که در سال ۱۹۳۱ منتشر شد. از بازیگران آن می‌توان به میشل سیمون و ویوین رومنس اشاره کرد. این فیلم، چهاردهمین فیلم ژان رنوار و دومین فیلم ناطق او محسوب می‌شود.

## خلاصه داستان
«موریس» (با بازی میشل سیمون) صندوقدار متأهلی است که بر حسب تصادف با زنی تن‌فروش به نام «لولو» (با بازیِ ژانی ماقِز) آشنا می‌شود. موریس رفته‌رفته عاشق لولو می‌شود؛ حال آنکه لولو دل در گروِ «دِده»، دوست‌پسرِ قواد خود دارد. «دِده» (با بازی ژرژ فلامون) و لولو می خواهند از نقاشی های موریس به نفع خود استفاده کنند و ...